# Cassandra (serie de televisión)
Cassandra es una serie de televisión de suspense y ciencia ficción alemana de 2025 que se lanzó en la plataforma Netflix el 6 de febrero de 2025.

## Sinopsis
Cassandra es una empleada doméstica electrónica con inteligencia artificial y tecnología domótica desarrollada durante la década de 1970 en Alemania. 
Tras 50 años sin estar ocupada la casa por unos trágicos y misteriosos sucesos ocurridos a la familia que vivía en ella, Cassandra es activada por una familia que decide mudarse a vivir en la casa. 
El problema es que Cassandra, además de ayudar en las tareas del hogar, parece tener sus propias intenciones.

## Reparto
- Lavinia Wilson - Cassandra
- Mina Tander - Samira Prill
- Michael Klammer - David Prill
- Franz Hartwig - Horst Schmitt
- Mary Tölle - Juno Prill
- Joshua Kantara - Fynn Prill
- Elias Grünthal - Peter Schmitt(16/17)
  - Michel Koch - Peter Schmitt (8)
- Filip Schnack - Steve
- Pina Kühr - Birgit
- Karen Dahmen - Schwerdt
- Neshe Demir - Kathleen
- Ava Petsch - Emily
- Alexandra Finder - Kerstin
- Raphael Westermeier - Jürgen
- Simon Fabian - Jens
- Ruzica Hajdari - Frau Mehlis
- Lorenz Grabow - Wilhelm Ernst
- Azizè Flittner - Laura Behrendt
- Loredana Linglauf - Simone Schwarz
- Nicole Johannhanwahr - Schwester Miriam
- Peter Brachschoss - Pförtner Kurt
- Mirjam Heimann - Nicole
- Frank Sollmann - Dr. Wendler

## Producción
La serie de seis episodios fue escrita y dirigida por Benjamin Gutsche. Fue producida por Eva Stadler y Christian Becker para la productora Rat Pack Film. Amara Palacios actuó como productora ejecutiva y productora de la serie junto a Eva Stadler y Christian Becker. J. Mortiz Kaethner fue el director de fotografía.
El elenco incluye a Mina Tander, Joshua Kantara, Franz Hartwig y Michael Klammer, mientras que la voz de la IA, Cassandra, está a cargo de Lavinia Wilson.
El rodaje tuvo lugar en Colonia en septiembre de 2023.

## Episodios
La serie se divide en seis episodios que se estrenaron, a nivel mundial, el jueves 6 de febrero de 2025 en Netflix.
- Un nuevo comienzo (Ein neuer Anfang)
- ¿Quién soy yo? (Wer bin ich?)
- Fin del juego (Endspiel)
- Un juego de niños (Ein Kinderspiel)
- No estás solo (Du bist nicht allein)
- Feliz Navidad (Frohe Weihnachten)